# Krystalenia Yalamá
Krystalenia Yalamá (Atenas, 27 de agosto de 2004) es una deportista griega que compite en natación sincronizada. Ganó dos medallas en el Campeonato Europeo de Natación, plata en 2021 y bronce en 2022.

## Palmarés internacional
| Campeonato Europeo | Campeonato Europeo | Campeonato Europeo | Campeonato Europeo |
| Año                | Lugar              | Medalla            | Prueba             |
| ------------------ | ------------------ | ------------------ | ------------------ |
| 2021               | Budapest (Hungría) | Medalla de plata   | Combinación libre  |
| 2022               | Roma (Italia)      | Medalla de bronce  | Combinación libre  |